# Snow Globe
Snow Globe es el decimoquinto álbum del dueto británico de synthpop Erasure, publicado el 11 de noviembre de 2013. Producido por Erasure, coproducido por Gareth Jones y mezclado por el músico conocido como Richard X, fue anunciado oficialmente a través de su sitio oficial de Internet.
El álbum incluye clásicos tanto villancicos Navideños como así también 5 canciones propias.
El álbum alcanzó el puesto 49 del ranking británico y el número 100 del ranking alemán.
El primer sencillo del álbum se titula Gaudete y se trata de la reinterpretación de un tema navideño. El segundo sencillo es Make It Wonderful, uno de los cinco temas propios escritos para la ocasión.
Snow Globe también ofrece una edición limitada con dos CD extras más un calendario, postales, una tarjeta de Navidad y una bola de Navidad.

## Lista de temas
Edición en CD e Internet
| Snow Globe |                                      |                                       |          |  |
| N.º        | Título                               | Escritor(es)                          | Duración |  |
| 1.         | «Bells Of Love (Isabelle's of Love)» | (Clarke/Bell)                         | 4:00     |  |
| 2.         | «Gaudete»                            | Anónimo con arreglos de (Clarke/Bell) | 2:44     |  |
| 3.         | «Make It Wonderful»                  | (Clarke/Bell)                         | 3:35     |  |
| 4.         | «Sleep Quietly»                      | Ruth Heller                           | 2:53     |  |
| 5.         | «Silent Night»                       | Anónimo con arreglos de (Clarke/Bell) | 3:53     |  |
| 6.         | «Loving Man»                         | (Clarke/Bell)                         | 3:23     |  |
| 7.         | «The Christmas Song»                 | (Robert Wells/Mel Tormé)              | 2:27     |  |
| 8.         | «Bleak Midwinter»                    | Anónimo con arreglos de (Clarke/Bell) | 4:28     |  |
| 9.         | «Blood On The Snow»                  | (Clarke/Bell)                         | 3:44     |  |
| 10.        | «There'll Be No Tomorrow»            | (Clarke/Bell)                         | 3:39     |  |
| 11.        | «Midnight Clear»                     | Anónimo con arreglos de (Clarke/Bell) | 3:32     |  |
| 12.        | «White Christmas»                    | Irving Berlin                         | 3:30     |  |
| 13.        | «Silver Bells»                       | (Raymond Evans/Jay Livingston)        | 3:05     |  |

| Disco dos sólo en edición limitada de lujo |                                                            |                                       |          |  |
| N.º                                        | Título                                                     | Escritor(es)                          | Duración |  |
| 1.                                         | «Gaudete» (A Cappella version)                             | Anónimo con arreglos de (Clarke/Bell) |          |  |
| 2.                                         | «Stop The Cavalry» (Acoustic version)                      | Jona Lewie                            |          |  |
| 3.                                         | «Silent Night» (Versión instrumental)                      | Anónimo con arreglos de (Clarke/Bell) |          |  |
| 4.                                         | «She Won't Be Home» (2013 redux)                           | (Clarke/Bell)                         |          |  |
| 5.                                         | «Make It Wonderful» (Acoustic version)                     | (Clarke/Bell)                         |          |  |
| 6.                                         | «God Rest Ye Merry Gentlemen» (2013 redux)                 | Anónimo con arreglos de (Clarke/Bell) |          |  |
| 7.                                         | «White Christmas» (Versión instrumental)                   | Irving Berlin                         |          |  |
| 8.                                         | «Yes Virginia, There Is A Santa Claus» (spoken word piece) |                                       |          |  |

| Disco tres sólo en edición limitada de lujo |                                                                          |          |  |
| N.º                                         | Título                                                                   | Duración |  |
| 1.                                          | «The Erasure Christmas Radio Show» (Recorded Live Inside The Snow Globe) |          |  |

### Datos técnicos
- Productor: Erasure y Gareth Jones.
- Productor adicional y mezcla: Richard X y Pete Hoffman.
- Programación adicional: Gareth Jones.
- Masterización: Mike Marsh en The Exchange Mastering.
- Dirección de arte: Martin Meunier, Tonya Hurley y Paul Taylor.
- Diseño: Louise Hendy en Blue Ink Creative.
- Diseño de personajes e ilustración: Miguel Sandoval, Lauren Sassen, Barney Marquez.
- Modelo y arte: Leo Garza.

## Snow Globe - Deluxe Nutcracker edition
El 2 de diciembre de 2014 -un año después del lanzamiento original- se editará otra edición llamada: Snow Globe - Deluxe Nutcracker edition, que repite las canciones del álbum original y agrega un segundo álbum, que incluye todas las canciones aparecidas en el segundo álbum de la edición de lujo más varias remezclas

## Lista de temas
1. Bells Of Love (Isabelle's of Love)
2. Gaudete
3. Make It Wonderful
4. Sleep Quietly
5. Silent Night
6. Loving Man
7. The Christmas Song
8. Bleak Midwinter
9. Blood On The Snow
10. There'll Be No Tomorrow
11. Midnight Clear
12. White Christmas
13. Silver Bells
14. Gaudete (Acappella)
15. Stop The Cavalry (Acoustic)
16. Silent Night (Instrumental)
17. She Won't Be Home (Redux)
18. Make It Wonderful (Acoustic)
19. God Rest Ye Merry Gentlemen (Redux)
20. White Christmas (Instrumental)
21. Yes, Virginia, There Is A Santa Claus
22. Gaudete (Dave Audé Extended Club Mix)
23. Make It Wonderful (Sanger vs. Koishii & Hush Club Remix)
24. Loving Man (Knocking Ghost Remix)
25. Gaudete (IKON Remix)
26. Sleep Quietly (Maps Remix)
27. Make It Wonderful (Bright Light Bright Light Remix)
28. Gaudete (The Storks Remix)
29. Yes, Virginia, There Is A Santa Claus (Jeff Barringer vs. Skerik Remix)